# ألان تي بيكر
ألان تي بيكر (بالإنجليزية: Alan T. Baker) هو ضابط أمريكي، ولد في 1956 في سانتا آنا في الولايات المتحدة.